# Commissariato regionale del Gasc e Setit
Il Commissariato regionale del Gasc e Setit venne istituito nel 1904 nell'Eritrea durante la colonizzazione italiana. 
Prendeva nome dai fiumi Gasc e Setit. Venne abolito nel 1936 e divenne la Residenza di Barentu come parte del Commissariato del Bassopiano Occidentale.

## Geografia
Confinava a nord con il Commissariato regionale del Barca, a sud con l'Etiopia, a est con il Commissariato regionale del Seraè, il Commissariato regionale del Barca e l'Etiopia, a ovest confinava con il Sudan anglo-egiziano.

## Fonte
Guida d'Italia del TCI, Possedimenti e colonie, pag. 588 Milano, 1929